# Slovenska Bistrica

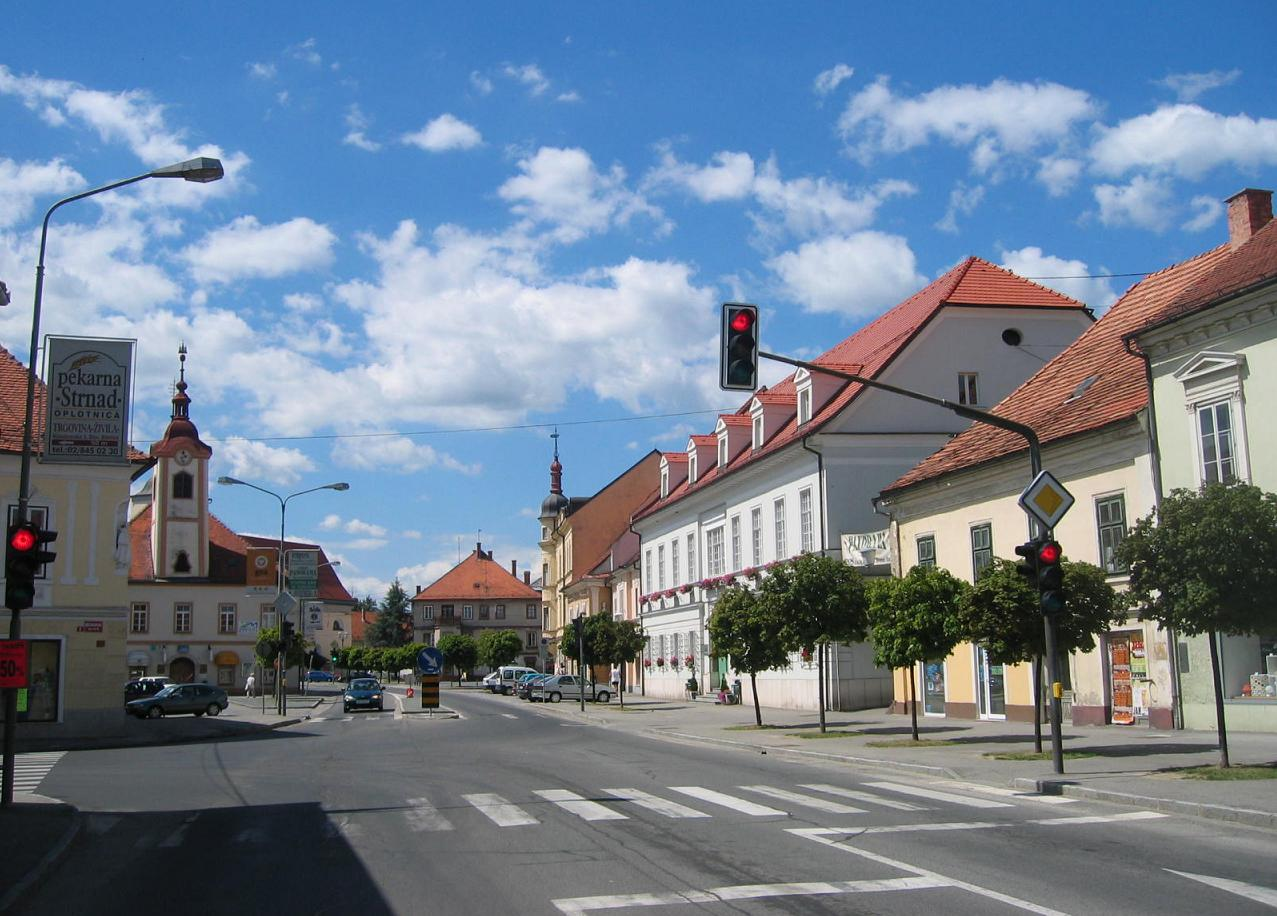
Der Freiheitsplatz (slow.: Trg svobode) im Stadtzentrum von Slovenska Bistrica.

Die Stadt Slovenska Bistrica (deutsch: Windisch-Feistritz; vgl. Deutschfeistritz) ist eine Kleinstadt in der historischen Landschaft Spodnja Štajerska (Untersteiermark), heute statistische Region Podravska von Slowenien. Die Stadt ist Hauptort der Gemeinde Slovenska Bistrica mit 79 Ortschaften und Siedlungen.

## Lage
Die Stadt Slovenska Bistrica liegt in der südwestlichen Ecke des Dravsko polje (Draufeld) auf dem Weg von Maribor nach Ljubljana. Maribor befindet sich in nördlicher Richtung etwa 20 km entfernt.

## Geschichte
Die Stadt wurde an der Kreuzung der Straßen zwischen dem heutigen Maribor, Celje und Ptuj an der Stelle der römischen Siedlung Civitas Negotiana errichtet. Um das Jahr 1300 wurde eine Stadtmauer errichtet und später mit vier Ecktürmen befestigt. Windischfeistritz erhielt in den 1290er Jahren durch die steirischen Landesfürsten die Stadtrechte.
Bis ins 20. Jahrhundert hinein war Windischfeistritz eine überwiegend deutschsprachige Stadt mit einem slowenischen Umland. Bei der Volkszählung 1900 gaben von den 1252 Einwohnern 729 Deutsch und 493 Slowenisch als Umgangssprache an.

## Sehenswürdigkeiten

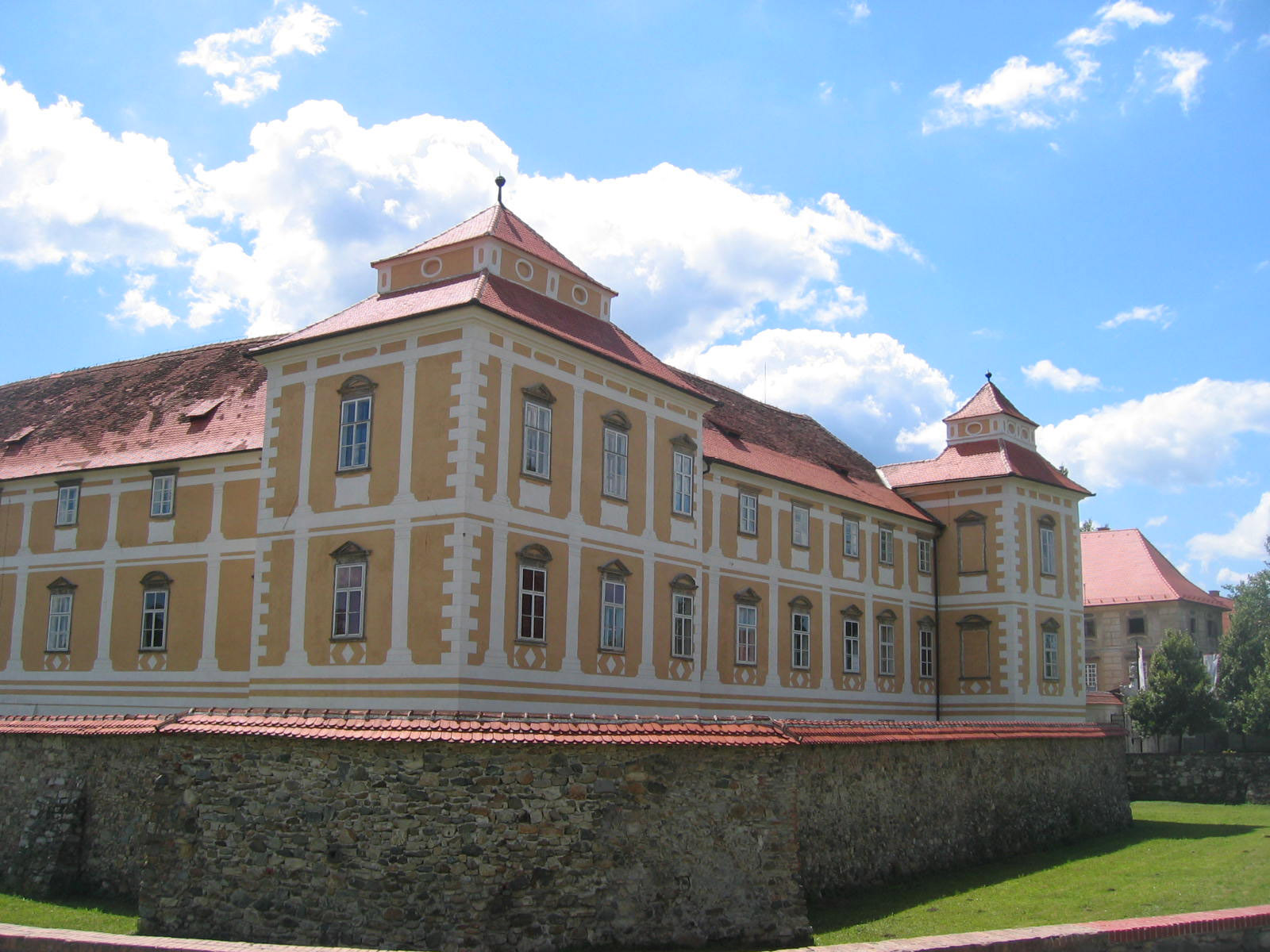
Das Schloss Windischfeistritz

- Schloss Slovenska Bistrica (deutsch: Windischfeistritz), beherrscht den gesamten Westteil der

- Sehenswürdigkeiten in der Umgebung: Freilichtmuseum Partisanenlazarett Jesen und Žabljek-Landschaftsschutzpark

- Klamm Bistriški vintgar

## Persönlichkeiten
- Ignaz Franz Zimmermann (1777–1843), Bischof von Lavant (1824–1843)
- Carl von Formacher (1800–1882), von 1847 bis 1859 Bürgermeister in Windisch-Feistritz
- Josef (Joseph) Ritter von Wurzian (1806–1858), österreichischer Mediziner
- Ella von Hutten (1874–?), österreichische Schriftstellerin[5]
- Herta Haas (1914–2010), Partisanin und zweite Ehefrau von Josip Broz Tito
- Rene Mlekuž (* 1975), Skirennläufer
- Urška Žigart (* 1996), Radrennfahrerin
- Kaja Korošec (* 2001), Fußballspielerin